# Świnka czarnobrzuszka
Świnka czarnobrzuszka, świnka czarnobrzucha, świnka terska (Chondrostoma oxyrhynchum) – gatunek słodkowodnej ryby z rodziny karpiowatych (Cyprinidae).

## Występowanie
Dorzecza rzek Kuma, Terek, Sulak i Rubas-chai w zachodniej części zlewiska Morza Kaspijskiego.

## Opis
Dorasta do 25 cm długości.

## Status
Od 2008 Międzynarodowa Unia Ochrony Przyrody (IUCN) uznaje świnkę czarnobrzuszkę za gatunek najmniejszej troski (ang. least concern – LC). Trend populacji jest nieznany.